# 忍天堂
《忍天堂》（Fist of Zen）是由MTV頻道播出的一個真人節目，由彼得·洛扮演一位叫做禪大師（Zen Master）的「仙人」，並且於每一集的節目當中，「徵收」五位「徒弟」（參賽者），以進行嚴苛的「修煉」。

## 節目概要
每次節目進行三十分鐘，由五位參賽者共同進行遊戲，每集進行九項「修煉」（懲罰）。遊戲場景可以是教堂、美術館、博物館、養老院，或是圖書館之類需要寧靜的場所進行比賽，由於上述場景均為公共場合，所以有其他藝術品觀賞者，或非相關參賽者，會觀看參賽情況，或議論紛紛。
由於是「修煉」，所以除了要以「感恩的心」感謝禪大師給予的考驗與訓誡外（於遊戲中會說諸如「多謝禪師教誨」（Thank you for your teaching, Zen Master）類似的話），其餘如比賽之中，或是受到痛苦、感到不舒服時，均不可喊痛、閒言閒語、「吭出任何一聲」的方式叫出來，否則該組參賽者就會在該項目中喪失獎金；通過考驗者，每個項目可獲得一百英鎊的獎金。

## 遊戲進行
每次遊戲開始，五位參賽者（通常為五位男性，年紀約20至30歲）共同坐在一張桌子前，有一位參賽者會抽到黑色球，其餘四位會抽到紅色球，抽到黑色球者，表示該位參賽者必須受到禪大師嚴苛的修煉。
有時節目也會有一位女參賽者、四位男參賽者的情況。
每次修煉的內容可以說是極不人道，例如：用死魚打臉、用潛水蛙鞋打屁股、掛著貴賓狗項圈，並讓項圈內的氣球破裂、將洋蔥倒入特製護目鏡內持續30秒，使參賽者流淚、30秒內吃完指定數量的辣椒、吃完一整盤超辣哇沙米餅乾…等種種「修煉」。任何「修煉」均會讓參賽者感到無比疼痛、身心受創，或是不舒服，但此時「修煉者」（抽中黑球者）不可以因疼痛或不舒服而喊出聲音，否則該單元的獎金會被取消。
通常一集節目的「修煉」數目為九項，但最後累計的獎金，還需要五位參賽者共同完成「最終任務」：〈六十秒LP夾夾樂〉（Sixty Second Serpent Snatch），才能取得累計獎金，否則該集的累計獎金會被全數取消，空手而返。
當然，〈六十秒LP夾夾樂〉單元也是會令五位參賽者的私處感到無比疼痛，但要取得獎金，參賽者們也須發揮堅忍無比的毅力。如果該集有女參賽者，則禪大師是改夾女參賽者的乳房。
觀眾由螢光幕上，看到參賽者們贏得的獎金，是禪大師透過「魔法噴泉」灑向參賽者的，而禪大師有時候會透過這個魔法噴泉查看參賽者比賽的情形，並且發表意見（成功的讚美或失敗的責罵），或訓示徒弟。

## 爭議
觀眾模仿
由於遊戲內容太不人道，或會引發觀眾模仿，所以每次節目播出之前，會先播一段警告訊息。儘管如此，仍然會有觀眾因好奇而模仿該節目的單元，造成一發不可收拾的結局與傷害。
抄襲爭議
台灣地區的中視一節目《周日八點黨》一單元〈電視仙不仙〉被一些網友指出是抄襲《忍天堂》節目，其中「以魚打臉四下」與原創節目極為雷同，被批評抄襲得非常失敗。

## 另見
- 播出頻道MTV
- 相似節目《蠢蛋搞怪秀》
- 黃埔十道菜（不人道的軍事處罰「雅稱」）

## 註解、參考資料
1. ↑  TV.com查詢結果，2008年9月4日查詢。
2. ↑  互联网电影数据库（IMDb）上《忍天堂》的资料（英文）
3. ↑  《自由時報》5月16日　吳宗憲仙不仙　拷貝英國忍天堂 的存檔，存档日期2008-09-23.，2008年8月21日查詢。

## 外部連結
- 《忍天堂》官方網站
- 德國MTV《忍天堂》官方網站
- 英國MTV《忍天堂》官方網站
- 臺灣MTV《忍天堂》官方網站
- 中國大陸MTV《忍天堂》官方網站